# Maureen Garrett
Maureen Garrett (Rocky Mount, 18 agosto 1948) è un'attrice statunitense.
Nota in Italia per aver interpretato dal 1976 al 2006 Holly Norris nella celebre soap opera statunitense Sentieri (Guiding Light).